# Manx National Heritage
Il Manx National Heritage (in mannese: Eiraght Ashoonagh Vannin), è un'organizzazione dell'Isola di Man incaricato della protezione e della valorizzazione del patrimonio culturale e storico dell'Isola di Man. Ha così la competenza della gestione dei vari musei, centro di interpretazioni, monumenti, unità e zone protette dell'arcipelago mannese (Isola di Man e le isole circostanti).
Ha sotto la sua responsabilità:
- The Manx National Museum Service gestendo tredici musei;
- The National Monuments Service gestendo i monumenti e le zone archeologiche scoperte o potenziali ;
- The National Trust Service gestendo le unità naturali protette per i loro interessi ecologici e paesaggistici ;
- The National Archive gestendo il patrimonio pittorico, scritturale, fotografico e filmografico ;
- The National Art Gallery gestendo il patrimonio artistico passato ed attuale.

## Musei

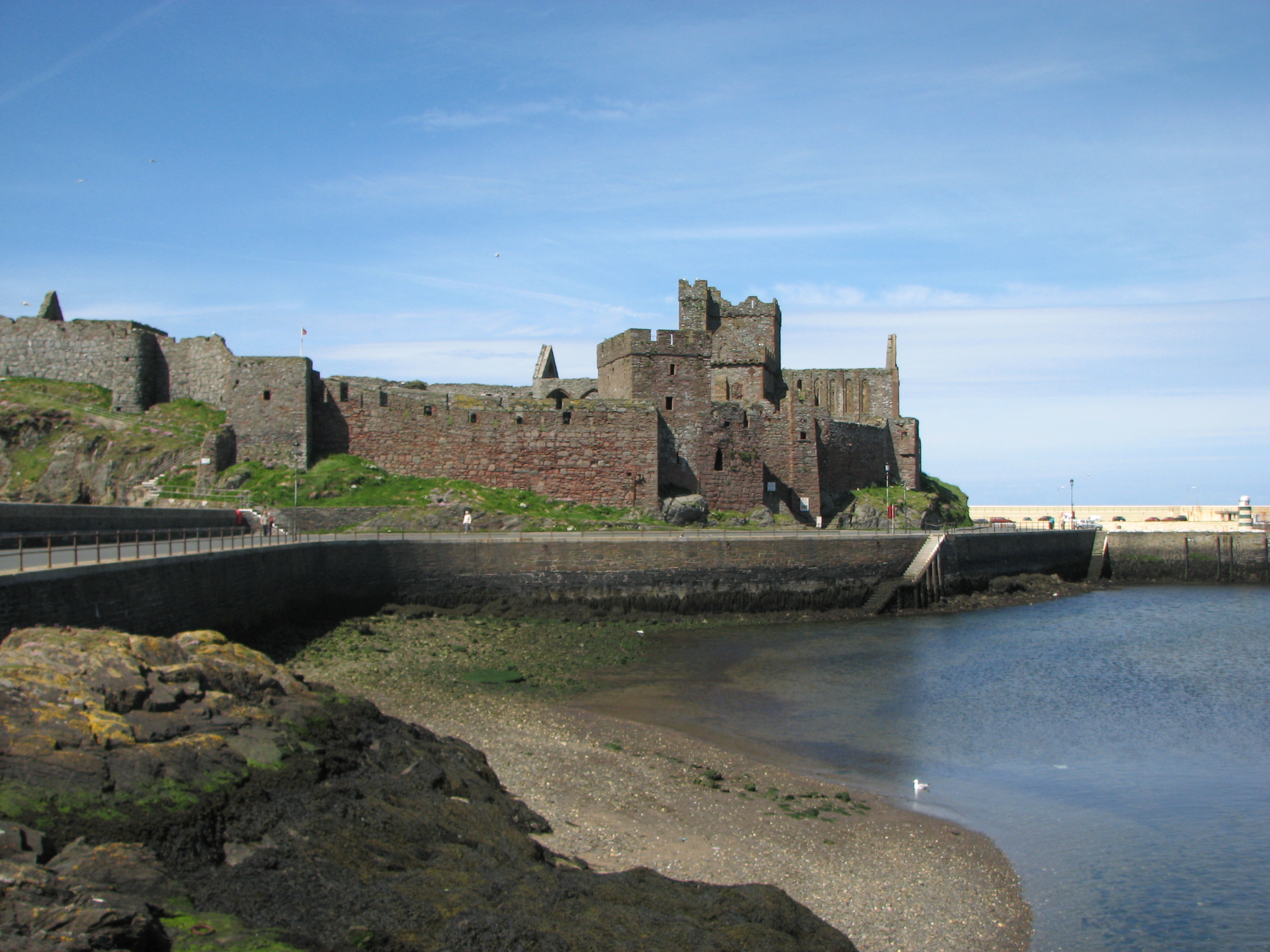
Peel Castle, Peel

Manx National Heritage dirige i seguenti musei:
- Castle Rushen[1], Castletown
- Cregneash Folk Village[2], Cregneash
- Gibbs of the Grove[3], Ramsey
- The House of Manannan[4], Peel
- The Great Laxey Wheel & Mines Trail[5], Laxey Wheel, Laxey
- The Manx Museum[6], Douglas
- The Nautical Museum[7], Castletown
- The Old Grammar School[8], Castletown
- The Old House of Keys[9], Castletown
- Peel Castle[10], Peel
- Rushen Abbey[11], Ballasalla
- Calf Sound, vicino a Cregneash

## The Story of Mann
The Story of Mann è la presentazione pubblica principale del lavoro del Manx National Heritage e comprende tutti i luoghi, ed è più come un componente di un progetto fatto per aumentare la conoscenza della gente della storia e della coltura dell'isola. La storia di Mann spiega i luoghi mettendo a fuoco una gamma di periodi di tempo, dalla storia remota dell'isola dei Vichinghi e successivamente dell'occupazione Celtica (Peel Castle, la casa di Manannan mac Lir), e il periodo medioevale (Rushen Abbey, Castle Rushen), durante il XIX secolo (Cregneash, Laxey Wheel) e fino a oggi (Manx Museum).

## Monumenti e luoghi

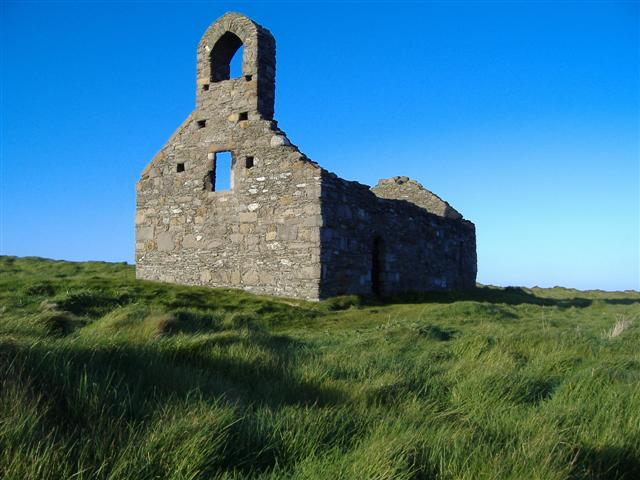
St. Michael's Isle

I seguenti monumenti sono sotto la protezione del Manx National Heritage:
- Balladoole[13]
- The Braaid[14]
- Cashtal Yn Ard[15]
- Cronk ny Merriu[16]
- The Manx Stone Cross Collection[17]
- Meayll Hill[18]
- St. Michael's Isle[19]

## Beni di eredità storica

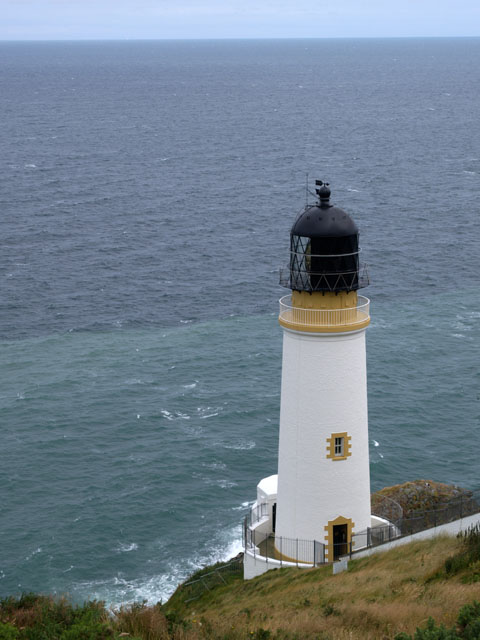
Maughold Head

Le seguenti proprietà sono sotto la protezione del Manx National Heritage:
- The Ayres[20]
- The Curraghs[21]
- Eary Cushlin & Creggan Mooar[22]
- The Dhoon e Bulgham Brooghs[23]
- Killabrega[24]
- Land seaward of the Marine Drive[25]
- Lower Silverdale[26]
- Maughold Head & Brooghs. Gob ny Rona[27]
- Niarbyl[28]
- The Calf Sound and the Calf of Man[29]
- Upper Ballaharry[30]
- Spanish Head and The Chasms[31]